# The Century Girl
The Century Girl è un musical statunitense, che debuttò a Broadway il 6 novembre 1916 al Century Theatre. Lo spettacolo, una commedia musicale in tre atti e diciannove scene prodotta da Florenz Ziegfeld, Jr. e Charles Dillingham, venne rappresentato 200 volte. L'ultima recita si tenne il 28 aprile 1917.
La musica era di Victor Herbert e di Irving Berlin (parole di Irving Berlin e Henry Blossom). Le scene furono firmate da Joseph Urban, i costumi da  Lucille, Marie Cook, Raphael Kirchner, Cora MacGeachy e William H. Matthews.

## Il cast
La sera della prima, 6 novembre 1916, nel cast figurano i seguenti artisti:
- Dave Abrams
- Miss Adair
- Geraldine Alexander
- Billie Allen
- Annette Bade
- Frankie Bailey
- Miss Baker
- Sam Barndooroff: Anna Pavloafer
- Miss Beele: tartaruga
- Adelaide Bell: ballerina
- Sam Bernard: Emil Klutz
- Jane Bliss: Marie Young, la maestra
- Helen Borden
- Miss. Brown
- Miss Bruce
- Dorothea Camden
- Miss Carr: il Sette di Cuori / School Girl / una delle galline
- Clara Carroll
- Marjorie Cassidy
- Miss Chase
- Mildred Colby
- Evelyn Conway
- Miss Cronan
- Arthur Cunningham
- Miss Curtis
- Betty Daintry
- Miss Daly
- Hazel Dawn: The Century Girl / Eva Brown / l'anatra zoppa
- Miss De Beers
- Ethel Delmar
- Miss Dewey
- Semone D'Herlys
- Mr. Dillon
- Harland Dixon
- Ethel Donaldson
- James Doyle
- Marie Dressler
- Miss Ellison
- Francis Elsworth
- Martha Erlich
- Eileen Errol
- Leon Errol
- Madeline Fairbanks
- Marion Fairbanks
- Miss Feltes
- Miss Field
- Irving Fisher
- Mildred Fisher
- Elizabeth Gardiner
- Miss Godins
- Miss Gray
- Miss Greete
- Miss Gumport
- Flo Hart: Maria Antonietta /
- Hilda Hirsch: il Dieci di Cuori / school girl / tartaruga / una delle volpi
- Miss Irving
- Miss James
- Elsie Janis: Peggy O'Brien / la gallina
- Agnes Jepson: il Fante di Spade / School Girl / una delle galline
- Harry Kelloski: Mike Debitesky
- Harry Kelly
- Evelyn Kerner
- Miss Kerstein
- Katherine Kohler
- Miss Le Grande
- May Leslie
- Hazel Lewis
- Ruby Lewis
- Miss Logan
- Miss Loring
- Miss Mack
- Miss Mackensie
- Elva Magnus
- Vera Maxwell
- Myles McCarthy
- Gus Minton
- Miss Montague
- Margaret Morris: Caterina di Russia
- Miss Murphy
- Mrs. Owen:
- Kathryn Perry: il Nove di Spade
- Miss Reeves
- Agnes Richter
- Miss Roberts
- Yvonne Shelton: Alice
- John Slavin: Irving Berlin / the Fox
- Miss Stone
- Lilyan Tashman: imperatrice Giuseppina
- The Barr Twins
- Frank Tinney:
- Van and Schenck:
- Miss Wallace:
- Florence Walton:
- Miss Watson:
- Miss Whitney: